# Jevon Carter
Pour les articles homonymes, voir Carter.
Jevon Carter, né le 14 septembre 1995 à Oak Park dans l'Illinois, est un joueur américain de basket-ball évoluant au poste de meneur et mesurant 1,83 m.

## Biographie

### Carrière universitaire
Après ses quatre saisons universitaires avec les Mountaineers de la Virginie-Occidentale, il se présente à la draft 2018 de la NBA.

### Carrière professionnelle

#### Grizzlies de Memphis (2018-2019)
Le 21 juin 2018, il est choisi en 32e position par les Grizzlies de Memphis.
Le 15 juillet 2018, les Grizzlies de Memphis annoncent avoir signé Jevon Carter par l'intermédiaire d'un contrat de deux ans et d'une année supplémentaire en option au gré de la franchise du Tennessee.
Entre le 22 octobre 2018 et le 30 mars 2019, il est envoyé plusieurs fois chez le Hustle de Memphis, l'équipe de G-League affiliée aux Grizzlies.

#### Suns de Phoenix (2019-2021)
Le 3 juillet 2019, il est échangé aux Suns de Phoenix en compagnie de Kyle Korver contre Josh Jackson, De'Anthony Melton et deux futurs second tours de draft.
À l'intersaison 2020, il re-signe avec les Suns pour un contrat de 11,5 millions de dollars sur trois ans.

#### Nets de Brooklyn (2021-2022)
En août 2021, il est transféré aux Nets de Brooklyn en échange de Landry Shamet,.
Le 22 février 2022, Jevon Carter est coupé par les Nets pour laisser une place dans l'effectif à Goran Dragić.

#### Bucks de Milwaukee (février 2022-2023)
Fin février 2022, il signe en faveur des Bucks de Milwaukee.

#### Bulls de Chicago (depuis 2023)
En juillet 2023, il signe avec les Bulls de Chicago pour trois saisons et 20 millions de dollars.

## Statistiques

### Universitaires
| Saison    | Équipe               | Matchs | Titul. | Min./m | % Tir | % 3pts | % LF | Rbds/m. | Pass/m. | Int/m. | Ctr/m. | Pts/m. |
| --------- | -------------------- | ------ | ------ | ------ | ----- | ------ | ---- | ------- | ------- | ------ | ------ | ------ |
| 2014-2015 | Virginie-Occidentale | 35     | 4      | 23,8   | 36,0  | 31,4   | 77,0 | 2,34    | 1,77    | 1,91   | 0,09   | 8,14   |
| 2015-2016 | Virginie-Occidentale | 35     | 35     | 27,7   | 38,3  | 30,6   | 74,4 | 2,86    | 3,26    | 1,69   | 0,26   | 9,51   |
| 2016-2017 | Virginie-Occidentale | 37     | 36     | 32,0   | 43,9  | 38,9   | 77,4 | 4,97    | 3,70    | 2,49   | 0,24   | 13,51  |
| 2017-2018 | Virginie-Occidentale | 37     | 37     | 34,7   | 42,2  | 39,3   | 85,8 | 4,65    | 6,65    | 3,03   | 0,35   | 17,30  |
| Carrière  | Carrière             | 144    | 112    | 29,6   | 40,7  | 35,5   | 79,8 | 3,74    | 3,88    | 2,29   | 0,24   | 12,21  |

### Professionnelles
Gras = ses meilleures performances

#### Saison régulière
| Saison    | Équipe    | Matchs | Titul. | Min./m | % Tir | % 3pts | % LF  | Rbds/m. | Pass/m. | Int/m. | Ctr/m. | Pts/m. |
| --------- | --------- | ------ | ------ | ------ | ----- | ------ | ----- | ------- | ------- | ------ | ------ | ------ |
| 2018-2019 | Memphis   | 39     | 3      | 14,8   | 30,3  | 33,3   | 81,2  | 1,69    | 1,77    | 0,67   | 0,28   | 4,41   |
| 2019-2020 | Phoenix   | 58     | 2      | 16,3   | 41,6  | 42,5   | 85,2  | 2,03    | 1,45    | 0,81   | 0,29   | 4,95   |
| 2020-2021 | Phoenix   | 60     | 1      | 12,0   | 42,2  | 37,1   | 57,1  | 1,53    | 1,18    | 0,48   | 0,15   | 4,13   |
| 2021-2022 | Brooklyn  | 46     | 1      | 12,0   | 33,3  | 33,1   | 70,0  | 1,46    | 1,00    | 0,30   | 0,22   | 3,59   |
| 2021-2022 | Milwaukee | 20     | 2      | 17,7   | 50,6  | 55,8   | 100,0 | 2,15    | 2,50    | 0,50   | 0,20   | 5,60   |
| 2022-2023 | Milwaukee | 81     | 39     | 22,3   | 42,3  | 42,1   | 81,6  | 2,49    | 2,43    | 0,81   | 0,36   | 8,04   |
| 2023-2024 | Chicago   | 72     | 0      | 13,9   | 37,8  | 32,9   | 57,1  | 0,83    | 1,31    | 0,51   | 0,22   | 4,96   |
| 2024-2025 | Chicago   | 36     | 1      | 8,9    | 37,7  | 33,3   | 80,0  | 1,08    | 1,11    | 0,36   | 0,08   | 4,25   |
| Carrière  | Carrière  | 412    | 49     | 15,2   | 39,4  | 37,9   | 79,9  | 1,67    | 1,58    | 0,59   | 0,24   | 5,21   |

Mise à jour le 1er juillet 2025

#### Playoffs
| Saison   | Équipe    | Matchs | Titul. | Min./m | % Tir | % 3pts | % LF  | Rbds/m. | Pass/m. | Int/m. | Ctr/m. | Pts/m. |
| -------- | --------- | ------ | ------ | ------ | ----- | ------ | ----- | ------- | ------- | ------ | ------ | ------ |
| 2021     | Phoenix   | 7      | 0      | 3,1    | 37,5  | 0,0    | 0,0   | 0,30    | 0,60    | 0,00   | 0,00   | 0,90   |
| 2022     | Milwaukee | 11     | 0      | 11,4   | 47,4  | 42,9   | 100,0 | 1,50    | 0,90    | 0,70   | 0,00   | 2,10   |
| 2023     | Milwaukee | 4      | 0      | 12,3   | 22,2  | 14,3   | –     | 1,00    | 1,00    | 0,30   | 0,00   | 1,30   |
| Carrière | Carrière  | 22     | 0      | 9,0    | 38,9  | 25,0   | 50,0  | 1,00    | 0,80    | 0,40   | 0,00   | 1,50   |

Mise à jour le 1er juillet 2023

## Records sur une rencontre en NBA
Les records personnels de Jevon Carter en NBA sont les suivants, :
| Type de statistique        | Saison régulière | Saison régulière          | Saison régulière | Playoffs | Playoffs            | Playoffs      |
| Type de statistique        | Record           | Adversaire                | Date             | Record   | Adversaire          | Date          |
| -------------------------- | ---------------- | ------------------------- | ---------------- | -------- | ------------------- | ------------- |
| Points                     | 36               | @ Thunder d’Oklahoma City | 9 novembre 2022  | 7        | @ Celtics de Boston | 1er mai 2022  |
| Paniers marqués            | 15               | @ Thunder d’Oklahoma City | 9 novembre 2022  | 3        | Bulls de Chicago    | 27 avril 2022 |
| Paniers tentés             | 27               | @ Thunder d’Oklahoma City | 9 novembre 2022  | 6        | Bulls de Chicago    | 27 avril 2022 |
| Paniers à 3 points réussis | 8                | Warriors de Golden State  | 10 avril 2019    | 1        | 3 fois              | 3 fois        |
| Paniers à 3 points tentés  | 13               | Celtics de Boston         | 8 février 2022   | 2        | 2 fois              | 2 fois        |
| Lancers francs réussis     | 4                | 5 fois                    | 5 fois           | 2        | @ Celtics de Boston | 1er mai 2022  |
| Lancers francs tentés      | 5                | Rockets de Houston        | 7 février 2020   | 2        | 2 fois              | 2 fois        |
| Rebonds offensifs          | 3                | 5 fois                    | 5 fois           | 2        | Bulls de Chicago    | 27 avril 2022 |
| Rebonds défensifs          | 7                | @ Spurs de San Antonio    | 16 mai 2021      | 4        | @ Bulls de Chicago  | 24 avril 2022 |
| Rebonds totaux             | 10               | @ Spurs de San Antonio    | 16 mai 2021      | 4        | @ Bulls de Chicago  | 24 avril 2022 |
| Passes décisives           | 12               | 2 fois                    | 2 fois           | 4        | 2 fois              | 2 fois        |
| Interceptions              | 4                | @ Thunder d'Oklahoma City | 2 mai 2021       | 5        | Bulls de Chicago    | 27 avril 2022 |
| Contres                    | 2                | 7 fois                    | 7 fois           | -        | -                   | -             |
| Balles perdues             | 4                | 2 fois                    | 2 fois           | 3        | @ Celtics de Boston | 3 mai 2022    |
| Minutes jouées             | 43               | @ Spurs de San Antonio    | 16 mai 2021      | 22       | @ Celtics de Boston | 1er mai 2022  |

- Double-double : 3
- Triple-double : 0

Dernière mise à jour : 12 avril 2024

## Salaires
| Année       | Équipe      | Salaire      |
| ----------- | ----------- | ------------ |
| 2018-2019   | Memphis     | 838 464 $    |
| 2019-2020   | Phoenix     | 1 416 852 $  |
| 2020-2021   | Phoenix     | 3 925 000 $  |
| 2021-2022   | Brooklyn    | 3 650 000 $  |
| 2022-2023   | Milwaukee   | 457 149 $    |
| 2022-2023   | Brooklyn    | 3 925 000 $  |
| 2023-2024   | Chicago     | 6 190 476 $  |
| 2024-2025   | Chicago     | 6 500 000 $  |
| Total Gains | Total Gains | 29 002 941 $ |
| 2025-2026   | Chicago     | 6 809 524 $  |